# Сквирський Лев Соломонович
Лев Соломонович Сквирський (нар. 15 вересня 1903 року — пом. 5 квітня 1990) — радянський воєначальник, учасник громадянської, радянсько-фінської, німецько-радянської воєн, Генерал-лейтенант.

## Біографія
Лев Соломонович Сквирський народився 15 вересня 1903 року в містечку Степанці, нині Канівського району Черкаської області у єврейській родині.
У Червоній Армії він служив з 1919 року. У 1921 році закінчив Чернігівські командні курси. Як працівник політпросвіти Лев Сквирський брав участь у Громадянській війні в Росії. Після війни в 1924 році він закінчив Київську піхотну школу, командував взводом, ротою. З 1930 року — помічник начальника сектору відділу Штабу РККА. У 1934 році Лев Сквирський переведений на посаду старшого викладача до Військової академії імені М. В. Фрунзе. Через рік, у 1935 році він і сам її закінчив. З 1937 року начальник курсу цієї академії.
У вересні 1939 року призначений начальником оперативного відділу штабу 14-ї армії Ленінградського військового округу. На цій посаді брав участь у радянсько-фінській війні. 25 жовтня 1940 року наказом НКО № 04640 полковник Лев Сквирський був призначений на посаду начальника штабу 14-ї армії.
У початковий період німецько-радянської війни 14-та армія вела важкі оборонні бої з німецькими і фінськими військами на мурманському, кандалакшському та ухтинському напрямках. З вересня 1941 року по травень 1943 року Лев Сквирський обіймав посаду начальника штабу Карельського фронту. Також за сумісництвом він командував Кемською оперативною групою.
У травні 1943 року Лев Сквирський був призначений командувачем 26-ю армією. У цей період війська армії міцно утримували рубежі оборони на кестеньгському, ухтинському та ребольському напрямках. Після розгрому фінських військ у Виборзькій та Свірсько-Петрозаводській наступальних операціях 26-та армія брала участь у переслідуванні противника на кестеньгському та ухтинському напрямках у вересні 1944 року, в ході якого вийшла на радянсько-фінський кордон.
З 16 січня 1945 року по січень 1946 року генерал-лейтенант Лев Сквирський обіймав посаду начальника штабу Біломорського військового округу, а потім був переведений начальником штабу Уральського військового округу.
У 1951 році він закінчив ВАК при Вищій військовій академії імені К. Е. Ворошилова. Після цього Лев Сквирський викладав у ній до виходу у відставку в 1960 році.
Лев Соломонович Сквирський помер 5 квітня 1990 року. Похований на Троєкуровському кладовищі Москви.

## Нагороди
- орден Леніна
- чотири ордени Червоного Прапора[4]
- Орден Вітчизняної війни I ступеня[5][6]
- орден Кутузова 2 ступеня[7]
- два ордени Червоної Зірки
- медалі[8]